# Felipe Valle
José Felipe Valle (n. Colima, 1890 - Acapulco, Guerrero, 1928) fue un maestro y político mexicano, Gobernador del Estado de Colima de 1917 a 1919. 
Nació en Colima. Muy joven radicó en Sinaloa, y en Mazatlán fundó un colegio particular. Por oponerse a Porfirio Díaz es encarcelado en 1909. Regresó a Colima donde se le dio el Cargo de Oficial Mayor del Congreso Local. Le correspondió restablecer los poderes como Primer Gobernador Constitucional, derrotando a Miguel Álvarez García. Aún no concluía su toma de posesión como gobernador cuando un grupo de militares y civiles se introdujo en  Palacio de Gobierno para llevarse el retrato de Benito Juárez, por no considerarlo digno sostenedor de sus doctrinas. Se le atribuye pues la frase "Se llevan el Retrato de Juárez, pero su espíritu continuará aquí con su genial Doctrína" que se afirma dijo en el balcón de la Plazuela. Promulgó la Constitución Política de Colima el 31 de agosto de 1917. Su gobierno fue considerado simplemente de transición por la Revolución mexicana. En 1923, cambió su residencia a Acapulco donde queda encargado de la Aduana Marítima del puerto. Por haberse sumado a la rebelión delahuertista, es condenado a muerte junto con 13 personas más formando un cuadro de fusilamiento en la Plaza Álvarez del puerto. Salva su vida cuando Carlos E. Adame se adjudica como jefe civil de aquella rebelión en la ciudad, y el general Rafael Sánchez Tapia revoca la orden de fusilamiento.
Murió en Acapulco, Guerrero en 1928 a causa de un infarto de miocardio.
| Predecesor: Juan José Ríos | Gobernador de Colima 1917 - 1919 | Sucesor: Miguel Álvarez García        |
| Predecesor: Eduardo Ruiz   | Gobernador de Colima 1917 - 1919 | Sucesor: Francisco Ramírez Villarreal |